# Porto Seguro (microregio)
Porto Seguro is een van de 32 microregio's van de Braziliaanse deelstaat Bahia. Zij ligt in de mesoregio Sul Baiano en grenst aan de Atlantische Oceaan in het oosten, de deelstaten Espírito Santo in het zuiden en Minas Gerais in het westen, de mesoregio Centro-Sul Baiano in het noordwesten en de microregio Ilhéus-Itabuna in het noorden. De microregio heeft een oppervlakte van ca. 27.665 km². Midden 2004 werd het inwoneraantal geschat op 702.247.
Negentien gemeenten behoren tot deze microregio:
| - Alcobaça - Caravelas - Eunápolis - Guaratinga - Ibirapuã - Itabela - Itagimirim - Itamaraju - Itanhém - Jucuruçu | - Lajedão - Medeiros Neto - Mucuri - Nova Viçosa - Porto Seguro - Prado - Santa Cruz Cabrália - Teixeira de Freitas - Vereda |

Mesoregio's: Centro-Norte Baiano · Centro-Sul Baiano · Extremo Oeste Baiano · Metropolitana de Salvador · Nordeste Baiano · Sul Baiano · Vale São-Franciscano da Bahia

Microregio's: Alagoinhas · Barra · Barreiras · Bom Jesus da Lapa · Boquira · Brumado · Catu · Cotegipe · Entre Rios · Euclides da Cunha · Feira de Santana · Guanambi · Ilhéus-Itabuna · Irecê · Itaberaba · Itapetinga · Jacobina · Jequié · Jeremoabo · Juazeiro · Livramento do Brumado · Paulo Afonso · Porto Seguro · Ribeira do Pombal · Salvador · Santa Maria da Vitória · Santo Antônio de Jesus · Seabra · Senhor do Bonfim · Serrinha · Valença · Vitória da Conquista